# José Eduardo Martínez Alcántara
José Eduardo Martínez Alcántara ou Alcantara est un joueur d'échecs péruvien puis mexicain né le 31 janvier 1999 à Lima.
Au 1er février 2024, il est le troisième joueur péruvien avec un classement Elo de 2 610 points.
Il est affilié à la Fédération mexicaine des échecs depuis le 5 février 2024.

## Biographie et carrière
Alcántara remporta le championnat du monde des moins de 18 ans en 2017.
Grand maître international depuis 2018, il a remporté en avril 2019 le tournoi zonal d'Amérique du Sud en Équateur avec 7,5 points sur 9. Ce succès le qualifie pour la Coupe du monde d'échecs 2019. 
En juin 2019, il finit 1er-4e de l'open de Cattolica (avec 6,5 points sur 9) et seul vainqueur de l'open de Forni di Sopra avec 7 points sur 9.
Le 31 janvier 2024, il remporte le tournoi en système suisse du tournoi de qualification (« Play-In ») du tournoi en ligne Chessable Master faisant partie du Champions Chess Tour 2024. Le lendemain, il se qualifie pour la division I du Chessable Masters où il bat Ian Nepomniachtchi au premier tour avant de perdre face à Denis Lazavik et Alireza Firouzja dans les tours suivants.